# Stazione di Preston
La stazione di Preston (in inglese Preston railway station) è la principale stazione ferroviaria di Preston, in Inghilterra.